# بيتا آلة المصور

موقع بيتا بيكتوريس β في كوكبة المرسمة (في وسط الصورة)

بيتا آلة المصور (باللاتينية: β Pictoris أو اختصارًا β Pic) هو ثاني ألمع نجم في كوكبة آلة المصور. تقع على بعد 63.4 سنة ضوئية (19.4 فخ) من نظامنا الشمسي، وهو أكبر 1.75 مرة و 8.7 أضعاف إضاءة الشمس . نظام بيتا آلة المصور صغير جدًا (حيث له كوكب تم اكتشافه)، عمر هذا النجم بين 20 إلى 26 مليون سنة فقط ، على الرغم من أنه بالفعل في مرحلة التسلسل الرئيسية لتطوره. النجم بيتا آلة المصورهو عضو في مجموعة بيتا آلة المصور المتحركة ، وهي رابطة من النجوم الشابة التي تشترك في نفس الحركة عبر الفضاء ولها نفس العمر.
أكد المرصد الأوروبي الجنوبي (ESO) وجود كوكبين يدوران حوله، وهما بيتا آلة المصور b، و بيتا آلة المصور c، من خلال استخدام الصور المباشرة . يدور كلا الكوكبين في مستوى قرص الحطام المحيط بالنجم. يُعد بيتا آلة المصور c حاليًا أقرب كوكب خارج المجموعة الشمسية إلى نجمه تم تصويره على الإطلاق: المسافة المرصودة بينهما هي تقريبًا نفس المسافة بين حزام الكويكبات والشمس.
يُظهر النجم بيتا آلة المصور زيادة في انبعاث الأشعة تحت الحمراء مقارنة بالنجوم العادية من نوعها ، والتي تنتج عن كميات كبيرة من الغبار والغاز (بما في ذلك أول أكسيد الكربون ) بالقرب من النجم. تكشف المشاهدات التفصيلية عن وجود قرص كبير من الغبار والغاز يدور حول النجم ، والذي كان أول قرص حطام يتم تصويره حول نجم . بالإضافة إلى وجود العديد من الأحزمة الكوكبية والنشاط المذنبي ، وهناك مؤشرات على أن الكواكب قد تشكلت داخل هذا القرص ، وأن عمليات تكوين الكواكب قد تكون لا زالت مستمرة. يُعتقد أن المواد من قرص الحطام حول النجم "بيتا آلة المصور" هي المصدر المهيمن للنيازك بين النجوم في النظام الشمسي.

## الموقع والرؤية
بيتا آلة المصور هو نجم في كوكبة آلة المصور الجنوبية ، ويقع إلى الغرب من النجم الساطع كانوب . كانت تحدد تقليديًا خط السبر للسفينة Argo Navis ، قبل تقسيم الكوكبة. النجم ذو قدر ظاهري واضح يبلغ 3.861 ، لذلك يمكن رؤيته بالعين المجردة في ظل ظروف جيدة ، على الرغم من أن تلوث الضوء قد يؤدي إلى جعل النجوم أكثر قتامة من القدر 3 قاتمة للغاية بحيث لا يمكن رؤيتها. إنه ثاني ألمع نجم في كوكبة آلة المصور، لا يتجاوزها سوى النجم ألفا آلة المصور، الذي يبلغ قدره الظاهري 3.30.
تم قياس المسافة إلى بيتا آلة المصور والعديد من النجوم الأخرى بواسطة القمر الصناعي هيباركوس. تم ذلك عن طريق قياس المنظر المثلثي : ألا عن طريق تعيين الإزاحة الطفيفة في موضعها التي تلاحظ عندما تتحرك الأرض حول الشمس (بما أن بعد الأرض عن الشمس نحخو 150 مليون كيلومتر فإن طريقة قياس بعد نجم ما تؤخذ على الأقل من مشاههدتين واحدة مثلا في الصيف والأخري في الشتاء فتكون المسافة بين المشاهدتين 300 مليون كيلومتر ، ومن تلك القياستين يمكن تحديد بعد النجم عن الشمس [هذه الطريقة في قياس بعد نجم تسمى طريقة اختلاف المنظر]) . تم العثور على بيتا آلة المصور وتعيين اختلاف المنظر بمقدار 51.87 مللي ثانية ، وهي قيمة تم تعديلها لاحقًا إلى 51.44 مللي ثانية عند إعادة تحليل البيانات ، مع مراعاة الأخطاء المنهجية بعناية أكبر. وبالتالي فإن المسافة إلى بيتا آلة المصور هي 63.4 سنة ضوئية ، مع عدم يقين يبلغ 0.1 سنة ضوئية.
قاس القمر الصناعي Hipparcos أيضًا الحركة المناسبة لـ بيتا آلة المصور: فهو يسافر باتجاه الشرق بمعدل 4.65 مللي ثانية في السنة ، وشمالًا بمعدل 83.10 مللي ثانية في السنة. تكشف قياسات انزياح دوبلر في طيف النجم أنه يبتعد عن الأرض بمعدل 20 كم / ثانية. تشترك عدة نجوم أخرى في نفس الحركة عبر الفضاء مثل بيتا آلة المصور ومن المحتمل أنها تكونت من نفس سحابة الغاز في نفس الوقت تقريبًا: هذه تتألف من مجموعة بيتا بيكتوريس المتحركة .

## الخصائص الفيزيائية

### الطيف واللمعان والتنوع

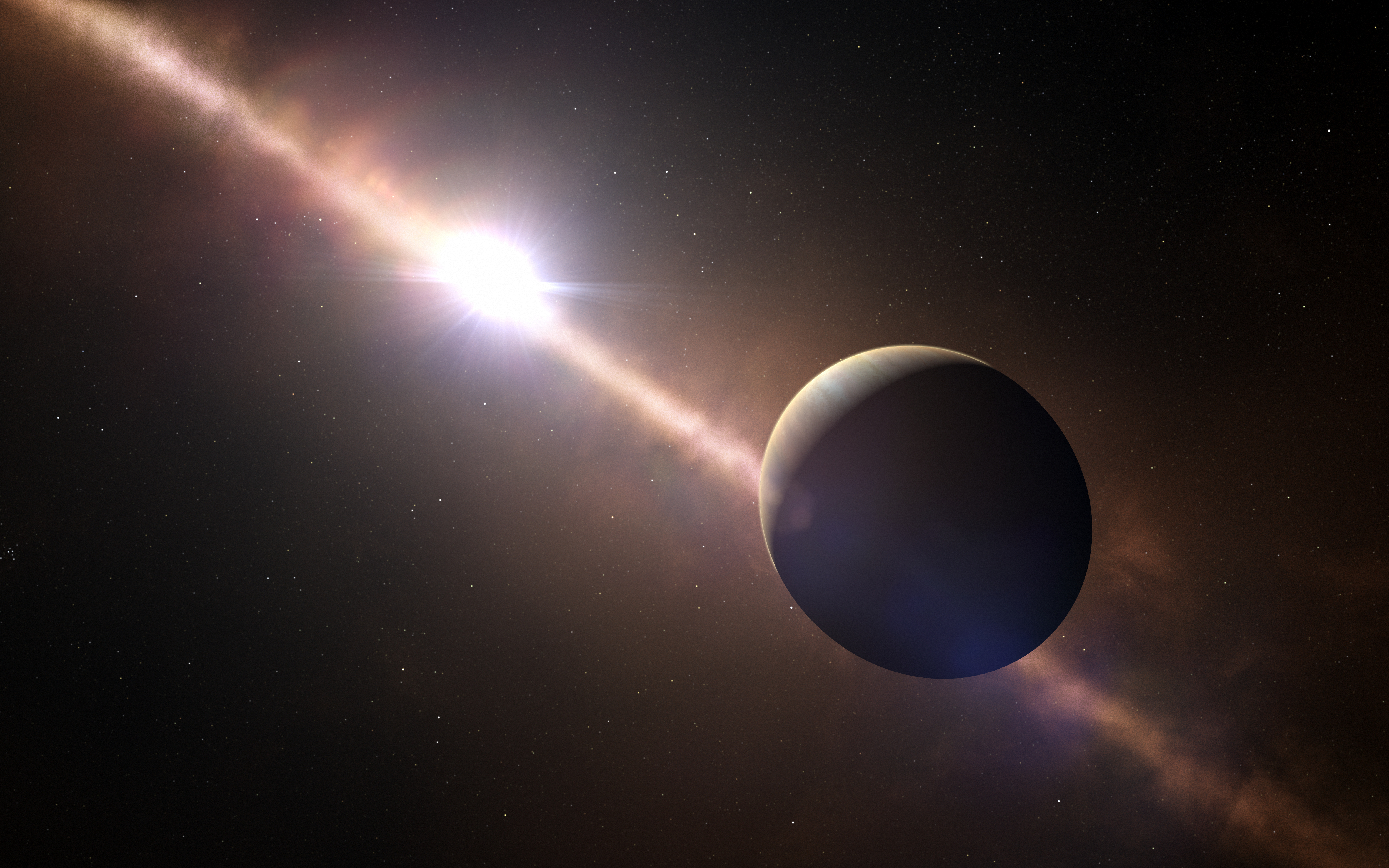
انطباع الفنان عن كوكب بيتا بيكتوريس ب

وفقًا للقياسات التي تم إجراؤها كجزء من مشروع النجوم القريبة ، فإن بيتا بيكتوريس لديها نوع طيفي من A6V ولها درجة حرارة فعالة تبلغ 8,052 ك (7,779 °م؛ 14,034 °ف) ، وهي أسخن من درجة حرارة الشمس 5,778 ك (5,505 °م؛ 9,941 °ف) . يكشف تحليل الطيف أن النجم يحتوي على نسبة أعلى قليلاً من العناصر الثقيلة ، والتي تسمى المعادن في علم الفلك ، إلى الهيدروجين مقارنة بالشمس. يتم التعبير عن هذه القيمة بالكمية [M / H] ، اللوغاريتم الأساسي 10 لنسبة الجزء المعدني للنجم إلى جزء الشمس. في حالة بيتا بيكتوريس ، قيمة [M / H] هي 0.05 ، مما يعني أن الجزء المعدني للنجم أكبر بنسبة 12٪ من الشمس.
يمكن أن يكشف تحليل الطيف أيضًا عن جاذبية سطح النجم. عادة ما يتم التعبير عن هذا في صورة log g ، لوغاريتم القاعدة 10 لعجلة الجاذبية المعطاة بوحدات CGS ، في هذه الحالة ، cm / s². بيتا بيكتوريس لديه سجل g = 4.15 ، مما يدل على جاذبية سطح 140 m / s² ، أي حوالي نصف عجلة الجاذبية على سطح الشمس (274) م / ث²).
كنجم تسلسل رئيسي من النوع A ، فإن بيتا آلة المصور أكثر إضاءة من الشمس: الجمع بين الحجم الظاهري 3.861 مع مسافة 19.44 فرسخ فلكي يعطي المقدار المطلق 2.4 ، بالمقارنة مع الشمس ، التي لها قيمة مطلقة حجم 4.83. هذا يتوافق مع لمعان بصري أكبر بـ 9.2 مرة من لمعان الشمس. عندما يتم أخذ الطيف الكامل للإشعاع من بيتا بيكتوريس والشمس في الاعتبار ، وجد أن بيتا بيكتوريس أكثر إشراقًا من الشمس بمقدار 8.7 مرة.
تقع العديد من نجوم التسلسل الرئيسي من النوع الطيفي A في منطقة من مخطط هيرتزبرونج-راسل تسمى شريط عدم الاستقرار ، والتي تشغلها النجوم المتغيرة النبضة. في عام 2003 ، كشفت المراقبة الضوئية للنجم عن اختلافات في السطوع تتراوح بين 1-2 مليمتر على ترددات بين حوالي 30 و 40 دقيقة. تكشف دراسات السرعة الشعاعية لـ بيتا آلة المصور أيضًا عن تباين: توجد نبضات بترددين ، أحدهما عند 30.4 دقيقة والآخر عند 36.9 دقيقة. نتيجة لذلك ، تم تصنيف النجم على أنه متغير Delta Scuti .

### الكتلة ونصف القطر والدوران
تم تحديد كتلة بيتا بيكتوريس باستخدام نماذج التطور النجمي ومواءمتها مع الخصائص المرصودة للنجم. تنتج هذه الطريقة كتلة نجمية بين 1.7 و 1.8 كتلة شمسية . تم قياس القطر الزاوي للنجم باستخدام قياس التداخل مع التلسكوب الكبير جدًا ووجد أنه 0.84 مللي ثانية . الجمع بين هذه القيمة والمسافة التي تبلغ 63.4 سنة ضوئية يعطي نصف قطر 1.8 مرة من الشمس.
تم قياس سرعة دوران بيتا بيكتوريس بما لا يقل عن 130 كم / ثانية. نظرًا لأن هذه القيمة مشتقة من قياس السرعات الشعاعية ، فهذا حد أدنى لسرعة الدوران الحقيقية: الكمية المقاسة هي في الواقع v sin ( i ) ، حيث تمثل i ميل محور دوران النجم إلى خط البصر . إذا افترضنا أن بيتا آلة المصور يُنظر إليها من الأرض في مستواها الاستوائي ، وهو افتراض معقول منذ رؤية القرص المحيطي على الحافة ، يمكن حساب فترة الدوران بحوالي 16 ساعة ، وهو أقصر بكثير من الشمس ( 609.12 ساعة ).

### العمر والتكوين

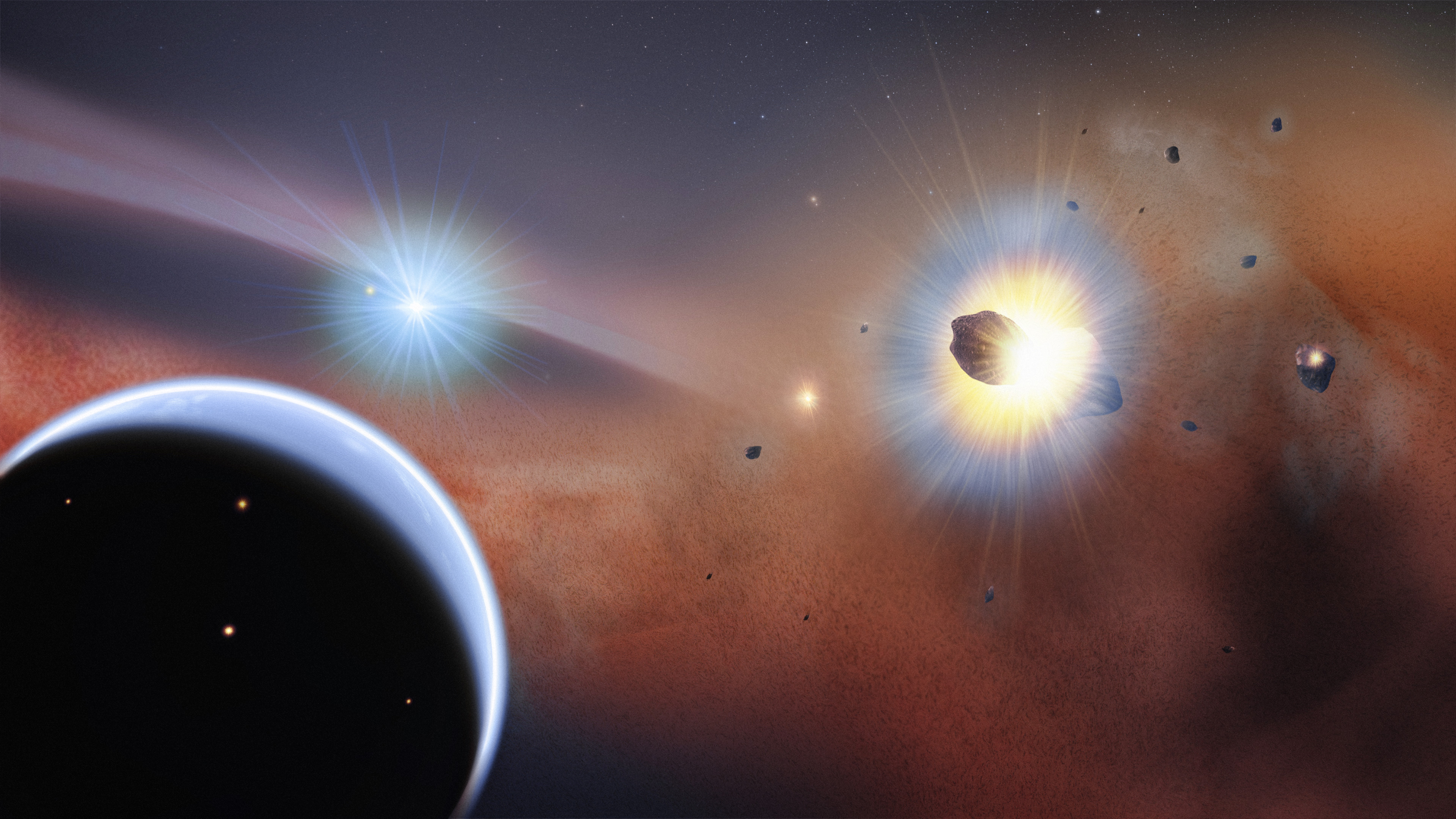
انطباع الفنان عن بيتا بيكتوريس

يشير وجود كميات كبيرة من الغبار حول النجم إلى صغر سن النظام وأدى إلى الجدل حول ما إذا كان قد انضم إلى التسلسل الرئيسي أو كان لا يزال نجم تسلسل رئيسي ومع ذلك ، عندما تكون مسافة النجم تم قياسه بواسطة Hipparcos وتم الكشف عن أن بيتا آلة المصور كان يقع بعيدًا عما كان يعتقد سابقًا ، وبالتالي كان أكثر إشراقًا مما كان يعتقد في الأصل. بمجرد أخذ نتائج Hipparcos في الاعتبار ، وجد أن بيتا آلة المصور كان يقع بالقرب من التسلسل الرئيسي لعمر الصفر ولم يكن نجم تسلسل رئيسي بعد كل شيء. اقترح تحليل بيتا آلة المصور والنجوم الأخرى داخل مجموعة بيتا آلة المصور المتحركة أن عمرهم حوالي 12 مليون سنة. ومع ذلك ، تشير الدراسات الحديثة إلى أن العمر يقارب ضعف هذا العمر عند 20 إلى 26 مليون سنة.
ربما تكون بيتا بيكتوريس قد تشكلت بالقرب من جمعية برج العقرب والقنطورس . ربما يكون انهيار سحابة الغاز الذي أدى إلى تكوين بيتا بيكتوريس ناتجًا عن موجة الصدمة الناتجة عن انفجار مستعر أعظم : ربما كان النجم الذي ذهب سوبرنوفا رفيقًا سابقًا لـ HD 83058 ، والذي أصبح الآن نجمًا هاربًا . يشير تتبع مسار HIP 46950 للخلف إلى أنه كان من الممكن أن يكون بالقرب من جمعية Scorpius-Centaurus منذ حوالي 13 مليون سنة. ومع ذلك ، تم العثور على HD 83058 على أنه ثنائي طيفي ومن غير المرجح أن يتم طرده بواسطة انفجار سوبر نوفا لرفيق قريب ، لذلك فإن التفسير البسيط لأصل مجموعة بيتا بيكتوريس موضع شك.

## البيئة المحيطة بالنجوم

### أقراص الحطام

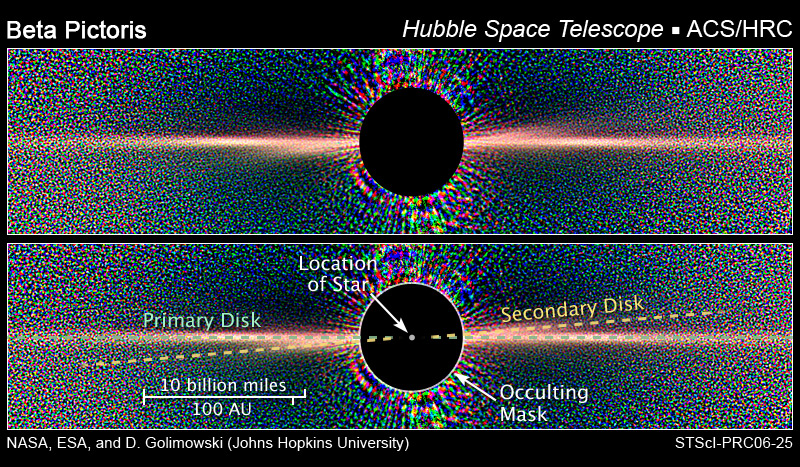
صورة تلسكوب هابل الفضائي لأقراص الحطام الرئيسية والثانوية

تم الكشف عن الأشعة تحت الحمراء الزائدة من بيتا بيكتوريس بواسطة مركبة الفضاء IRAS في عام 1983. إلى جانب Vega وFomalhaut وEpsilon Eridani ، كان أحد النجوم الأربعة الأولى التي تم اكتشاف مثل هذا الفائض منها: تسمى هذه النجوم "Vega-like" بعد اكتشاف أول نجم من هذا القبيل. نظرًا لأن النجوم من النوع A مثل بيتا آلة المصور تميل إلى إشعاع معظم طاقتها عند الطرف الأزرق من الطيف ، فهذا يعني وجود مادة باردة في مدار حول النجم ، والتي من شأنها أن تشع عند أطوال موجات الأشعة تحت الحمراء وتنتج الفائض . تم التحقق من هذه الفرضية في عام 1984 عندما أصبح بيتا بيكتوريس أول نجم يتم تصوير قرصه النجمي بصريًا. بيانات IRAS هي (عند الأطوال الموجية للميكرون): [12] = 2.68 ، [25] = 0.05 ، [60] = - 2.74 و [100] = - 3.41. تجاوزات اللون هي: E12 = 0.69 ، E25 = 3.35 ، E60 = 6.17 ، E100 = 6.90.
قرص الحطام حول بيتا بيكتوريس شوهد من طرف المراقبون على الأرض ، وهو موجه في اتجاه شمال شرقي - جنوب غربي. القرص غير متماثل: في الاتجاه الشمالي الشرقي ، تمت ملاحظته إلى 1835 وحدة فلكية من النجم ، بينما كان الاتجاه الجنوبي الغربي 1450 وحدة فلكية. القرص يدور: الجزء الموجود إلى الشمال الشرقي من النجم يتحرك بعيدًا عن الأرض ، بينما يتحرك الجزء الجنوبي الغربي من القرص نحو الأرض.
وقد لوحظت عدة حلقات إهليلجية من المواد في المناطق الخارجية لقرص الحطام بين 500 و 800 وحدة فلكية: ربما تكونت نتيجة تعطل النظام بسبب نجم عابر. تكشف البيانات الفلكية من مهمة Hipparcos أن النجم العملاق الأحمر بيتا كولومباي قد مر في غضون عامين ضوئيين من بيتا بيكتوريس منذ حوالي 110.000 سنة ، ولكن كان من الممكن أن يكون سبب اضطراب أكبر من قبل زيتا دورادوس ، التي مرت على مسافة 3 سنوات ضوئية حوالي 350.000. سنين مضت. ومع ذلك ، تفضل المحاكاة الحاسوبية سرعة مواجهة أقل من أي من هذين المرشحين ، مما يشير إلى أن النجم المسؤول عن الحلقات ربما كان نجمًا مصاحبًا لـ بيتا آلة المصور في مدار غير مستقر. تشير عمليات المحاكاة إلى أن نجمًا مزعجًا كتلته 0.5 كتلة شمسية من المحتمل أن يكون مسؤولاً عن الهياكل. مثل هذا النجم سيكون قزمًا أحمر من النوع الطيفي M0V.

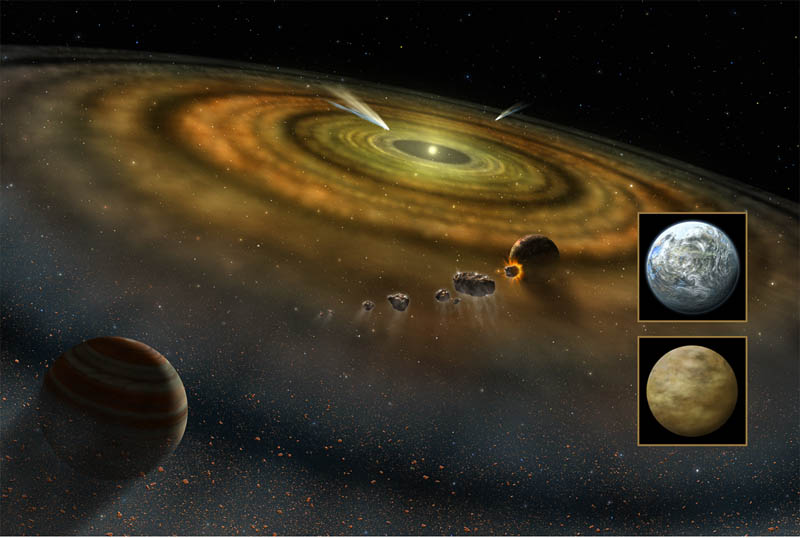
عمليات تكوين الكواكب المختلفة ، بما في ذلك الكواكب الخارجية والكواكب الصغيرة الأخرى ، حول بيتا آلة المصور، وهو نجم صغير جدًا من نوع AV (تصور فنان ناسا)

في عام 2006 ، كشف تصوير النظام باستخدام الكاميرا المتقدمة للمسح التلسكوب الفضائي هابل عن وجود قرص غبار ثانوي يميل بزاوية 5 درجات تقريبًا إلى القرص الرئيسي حول النجم ويمتد على الأقل 130 وحدة فلكية من النجم. القرص الثانوي غير متماثل: الامتداد الجنوبي الغربي منحني بدرجة أكبر وأقل ميلًا من الامتداد الشمال الشرقي. لم يكن التصوير جيدًا بما يكفي للتمييز بين الأقراص الرئيسية والثانوية في نطاق 80 وحدة فلكية من '''بيتا آلة المصور'''، ومع ذلك من المتوقع أن يتقاطع الامتداد الشمالي الشرقي لقرص الغبار مع القرص الرئيسي عند حوالي 30 وحدة فلكية من النجم. قد ينتج القرص الثانوي عن كوكب هائل في مدار مائل يزيل المادة من القرص الأساسي ويتسبب في تحركها في مدار محاذٍ للكوكب.
اكتشفت الدراسات التي أُجريت بواسطة مستكشف الأشعة فوق البنفسجية الطيفي البعيد التابع لناسا أن القرص المحيط ببيتا بيكتوريس يحتوي على وفرة مفرطة من الغاز الغني بالكربون . يساعد هذا في استقرار القرص ضد ضغط الإشعاع الذي من شأنه أن يزيح الغازات بعيدًا في الفضاء بين النجوم. حاليًا ، هناك تفسيران مقترحان لأصل فائض الكربون. قد يكون النجم بيتا آلة المصور في طور تكوين كواكب غريبة غنية بالكربون ، على عكس الكواكب الأرضية في النظام الشمسي ، الغنية بالأكسجين بدلاً من الكربون. بدلاً من ذلك ، قد يمر النجم بمرحلة غير معروفة قد تكون حدثت أيضًا في وقت مبكر من تطور النظام الشمسي: في النظام الشمسي توجد نيازك غنية بالكربون تُعرف باسم كوندريت إنستاتيت ، والتي ربما تكونت في بيئة غنية بالكربون. كما تم مناقشة أن كوكب المشتري ربما يكون قد تشكل حول قلب غني بالكربون.
في عام 2011 أصبح القرص المحيط ببيتا آلة المصور (بيتا بيكتوريس أول نظام كوكبي آخر يصوره عالم فلك هاوٍ . التقط رولف أولسن من نيوزيلندا القرص بتلسكوب نيوتون بقطر 10 بوصات وكاميرا ويب معدلة.

### أحزمة مستوية

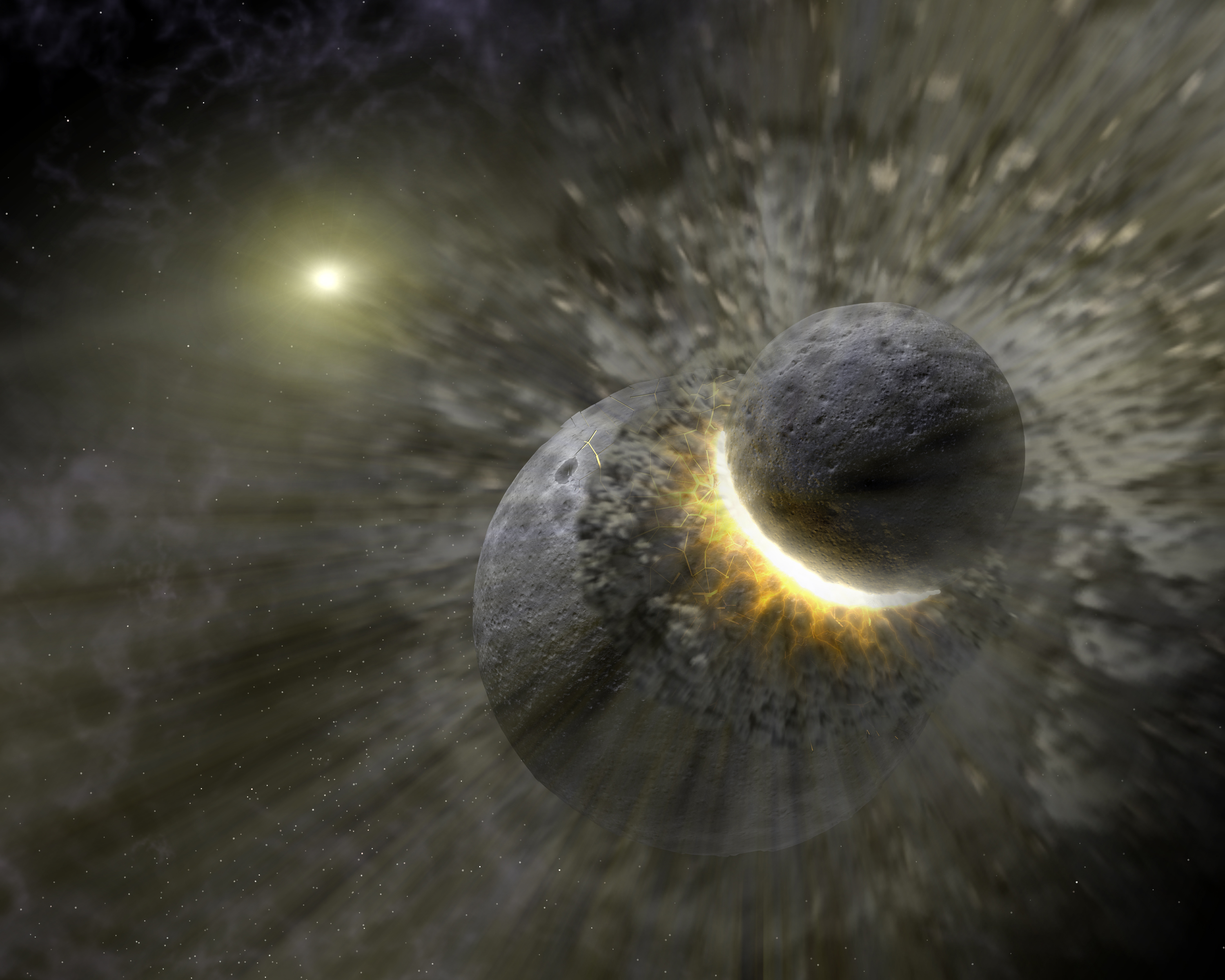
قد ينتج الغبار حول بيتا بيكتوريس عن اصطدام كواكب كبيرة.

في عام 2003 كشف تصوير المنطقة الداخلية لنظام بيتا آلة المصور باستخدام تلسكوب Keck II عن وجود العديد من الظواهر التي يتم تفسيرها على أنها أحزمة أو حلقات من المواد. تم الكشف عن أحزمة في حوالي 14 و 28 و 52 و 82 وحدة فلكية من النجم ، والتي تتناوب في الميل فيما يتعلق بالقرص الرئيسي (بالمقارنة فإن المسافة بين الأرض والشمس هي 1 وحدة فلكية) .
كشفت المشاهدات في عام 2004 عن وجود حزام داخلي يحتوي على مادة السيليكات على مسافة 6.4 وحدة فلكية من النجم. تم اكتشاف مادة السيليكات أيضًا عند 16 و 30 وحدة فلكية من النجم ، مع نقص الغبار بين 6.4 و 16 وحدة فلكية تعطينا دليلًا على أن كوكبًا ضخمًا قد يدور في هذه المنطقة. كما تم اكتشاف أحجار أوليفين غني بالمغنيسيوم ، مشابه بشكل لافت للنظر لتلك الموجودة في مذنبات النظام الشمسي ومختلفة عن الزبرجد الزيتوني الموجود في كويكبات النظام الشمسي. يمكن أن تتكون بلورات الزبرجد الزيتوني على مسافة أقرب من 10 وحدات فلكية فقط من النجم ؛ لذلك ربما تم نقلهم إلى الحزام بعد التكوين عن طريق الخلط الشعاعي .
تشير نمذجة قرص الغبار عند 100 وحدة فلكية من النجم إلى أن الغبار في هذه المنطقة ربما يكون ناتجًا عن سلسلة من الاصطدامات التي بدأها تدمير الكواكب الصغيرة بنصف قطر يبلغ حوالي 180 كيلومترًا. بعد الاصطدام الأولي ، يخضع الحطام لمزيد من التصادمات في عملية تسمى تسلسل الاصطدام. تم استنتاج عمليات مماثلة في أقراص الحطام حول نجم فم الحوت Fomalhaut و AU Microscopii .

### سقوط الأجسام المتبخرة
يُظهر طيف بيتا بيكتوريس تقلبًا قويًا على المدى القصير لوحظ لأول مرة في الجزء ذي الانزياح الأحمر في خطوط الامتصاص المختلفة ، والذي تم تفسيره على أنه ناتج عن سقوط مادة على النجم. تم اقتراح مصدر هذه المادة على أنها أجسام صغيرة تشبه المذنبات في مدارات تأخذها بالقرب من النجم حيث تبدأ في التبخر بسبب الحرارة المرتفعة ، ويطلق عليها نموذج "الأجسام المتبخرة المتساقطة". كما تم الكشف عن أحداث الامتصاص ذات الانزياح الأزرق العابر ، على الرغم من أنها أقل تكرارًا: قد تمثل هذه مجموعة ثانية من الأجسام في مجموعة مختلفة من المدارات. تشير النمذجة التفصيلية إلى أن الأجسام المتبخرة المتساقطة من غير المرجح أن تكون جليدية بشكل أساسي مثل المذنبات ، ولكنها بدلاً من ذلك تتكون على الأرجح من مزيج من الغبار والجليد مع قشرة من مادة مقاومة للحرارة . ربما تكون هذه الأجسام قد تعرضت للاضطراب في مدارات حول النجوم بسبب تأثير الجاذبية لكوكب في مدار غريب الأطوار بشكل معتدل حول بيتا بيكتوريس على مسافة حوالي 10 وحدات فلكية من النجم. قد تكون الأجسام المتساقطة مسؤولة أيضًا عن وجود الغاز فوق مستوى قرص الحطام الرئيسي. أفادت دراسة من عام 2019 عن عبور المذنبات الخارجية باستخدام TESS . الانخفاضات في منحنى الضوء غير متماثلة بطبيعتها وتتوافق مع نماذج المذنبات المتبخرة التي تعبر قرص النجم. تدور المذنبات في مدار شديد الانحراف وهي غير دورية.

### نظام الكواكب

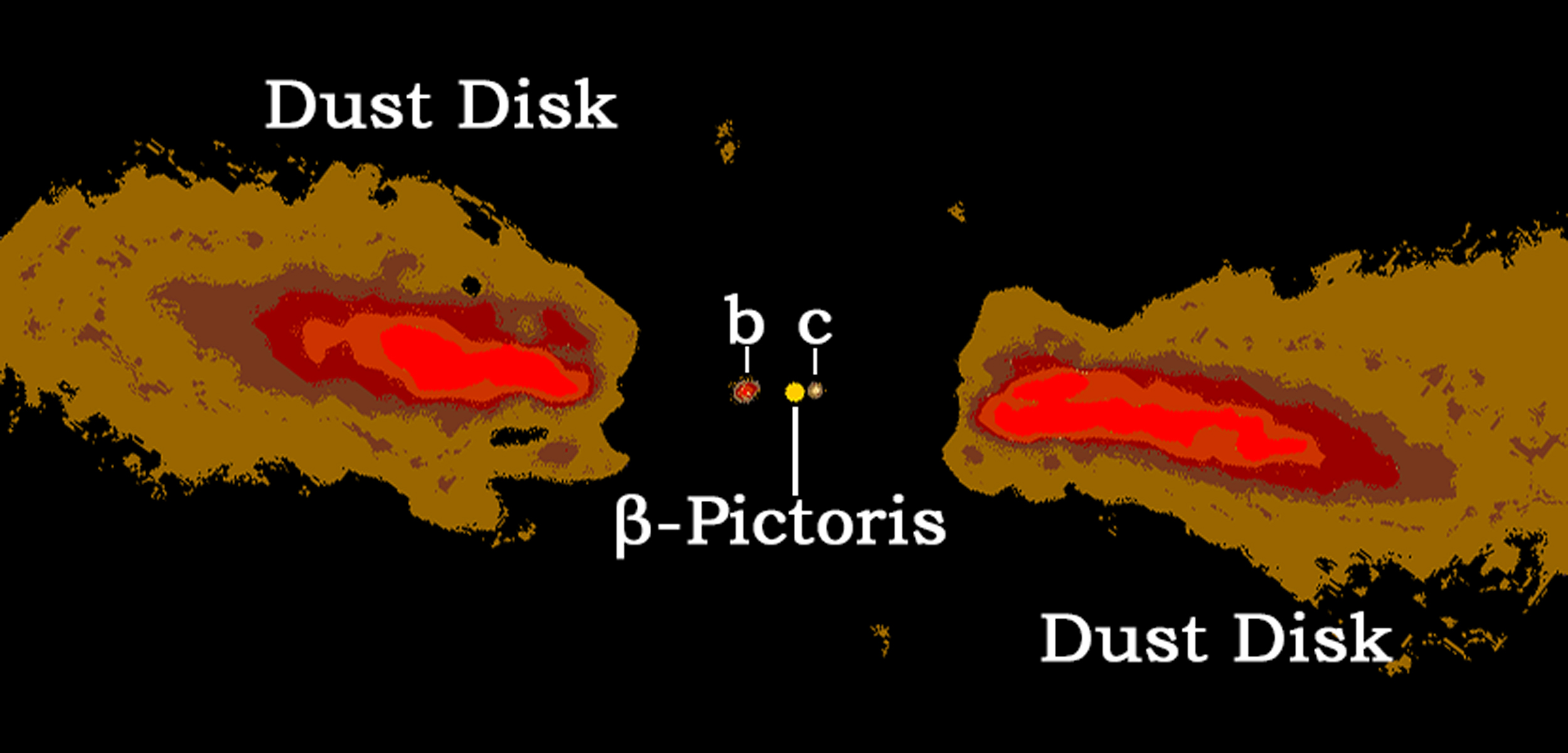
عرض فني لنظام بيتا آلة المصور، يُظهر قرص التنامي و كوكب بيتا آلة المصور b وكوكب Betaبيتا آلة المصور c.

في 21 نوفمبر 2008 أُعلن أن مشاهدات الأشعة تحت الحمراء التي تم إجراؤها في عام 2003 باستخدام التلسكوب الكبير جدًا قد كشفت عن رفيق كوكبي مرشح للنجم. وفي خريف عام 2009 تمت مشاهدة الكوكب بنجاح على الجانب الآخر من النجم الأم ، مما يؤكد وجود الكوكب نفسه والملاحظات السابقة. يُعتقد أنه في غضون 15 عامًا سيكون من الممكن تسجيل مدار الكوكب بأكمله.
أكد المرصد الأوروبي الجنوبي وجود بيتا بيكتوريس c ، في 6 أكتوبر 2020 خلال استخدام الصور المباشرة . يدور بيتا بيكتوريس سي في مستوى قرص الحطام المحيط بالنجم. يُعد بيتا آلة المصور c حاليًا أقرب كوكب خارج المجموعة الشمسية إلى نجمه تم تصويره على الإطلاق: الفاصل المرصود هو تقريبًا نفس المسافة بين حزام الكويكبات والشمس. بيتا بيكتوريس ب يسمى بيتا آلة المصور ب .
طريقة السرعة الشعاعية ليست مناسبة تمامًا لدراسة النجوم من النوع A مثل بيتا آلة المصور. صغر سن النجم يجعل الشوشرة الضوئية أسوأ. تعتبر الحدود الحالية المشتقة من هذه الطريقة كافية لاستبعاد وجود كواكب ساخنة من نوع المشتري أكبر من كتلتي كوكب المشتري على مسافة أقل من 0.05 وحدة فلكية من النجم. بالنسبة للكواكب التي تدور حول وحدة فلكية 1 ، فإن الكواكب التي تقل كتلتها عن 9 كتلة المشتري قد تختفي من المشاهدة . لذلك بغرض العثور على كواكب في نظام بيتا آلة المصور يبحث علماء الفلك عن تأثيرات الكوكب على البيئة المحيطة بالنجم.

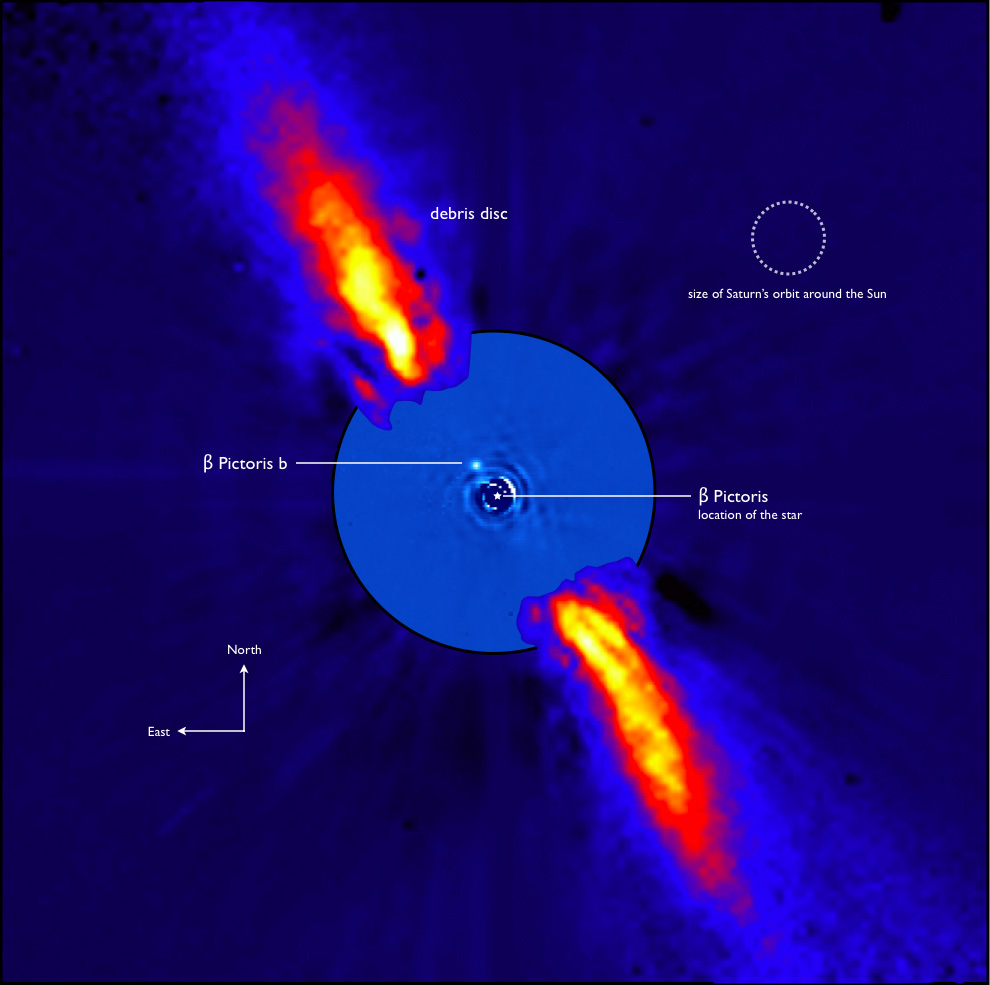
صورة ESO لكوكب بالقرب من بيتا آلة المصور

اقترحت عدة نقاط من الأدلة وجود كوكب ضخم يدور في المنطقة حول النجم تبعد عنه بمسافة 10 وحدة فلكية : الفجوة الخالية من الغبار بين الأحزمة الكوكبية عند 6.4 وحدة فلكية و 16 وحدة فلكية AU تشير إلى أن هذه المنطقة قد تم تطهيرها ؛ أي كوكب على هذه المسافة يفسر أصل الأجسام المتبخرة المتساقطة ، وتوحي الالتواءات والحلقات المائلة في القرص الداخلي بأن كوكبًا هائلًا على مدار مائل يتسبب في الشوشرة على القرص.

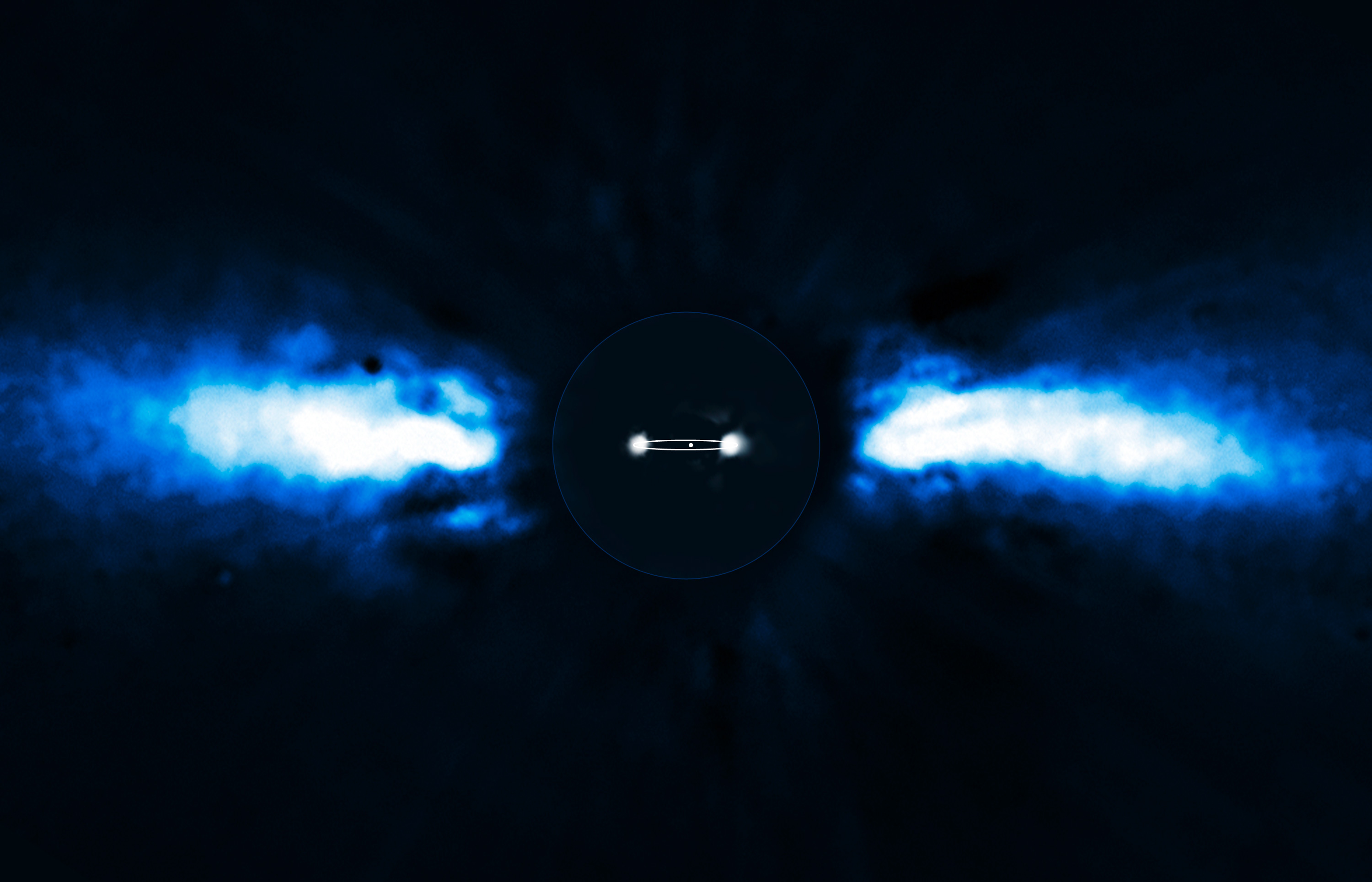
بيتا آلة المصور ب في كلا الاستطالات

لا يمكن للكوكب المرصود في حد ذاته تفسير بنية الأحزمة الكوكبية عند 30 وحدة فلكية و 52 وحدة فلكية من النجم. قد ترتبط هذه الأحزمة بكواكب أصغر عند 25 و 44 وحدة فلكية ، مع حوالي 0.5 و 0.1 كوكب المشتري على التوالي. مثل هذا النظام من الكواكب ، إذا كان موجودًا ، سيكون قريبًا من الرنين المداري 1: 3: 7. قد يكون السبب أيضًا أن الحلقات الموجودة في القرص الخارجي عند 500-800 وحدة فلكية ناتجة بشكل غير مباشر عن تأثير هذه الكواكب.
تمت مشاهدات الجسم على مسافة زاويّة تبلغ 411 ملي ثانية من بيتا بيكتوريس ، وهو ما يتوافق مع مسافة 8 وحدة فلكية AU في مستوى السماء. للمقارنة يبلغ نصف القطر المداري لكواكبي المشتري وزحل 5.2 وحدة فلكية و 9.5 وحدة فلكية على التوالي. الفاصل في الاتجاه الشعاعي غير معروف ، لذلك هذا هو الحد الأدنى للفصل الحقيقي. تعتمد تقديرات كتلته على النماذج النظرية لتطور الكواكب ، وتتوقع أن يحتوي الجرم على حوالي 8 من كتلة المشتري ولا يزال يبرد ، مع درجة حرارة تتراوح من 1400 إلى 1600 كلفن ، وتأتي هذه الأرقام مع تحذير بأن النماذج لم يتم اختبارها بعد. مقابل البيانات الحقيقية في النطاقات المحتملة للكتلة والعمر للكوكب.
نصف المحور الرئيسي للمدار هو 8-9 AU والمدة المدارية لها 17-21 سنة. لوحظ "حدث شبيه بالعبور " في نوفمبر 1981 ؛ وهذا يتفق مع تلك التقديرات. إذا تم تأكيد هذا على أنه عبور حقيقي ، فإن نصف القطر المستنتج من الجسم العابر هو 2 - 4 نصف قطر كوكب المشتري ، وهو أكبر مما تنبأت به النماذج النظرية. قد يشير هذا إلى أنه محاط بنظام حلقة كبيرة أو قرص تتكون فيه أقمار.
تم الإعلان عن تأكيد وجود كوكب ثانٍ في نظام بيتا آلة المصور في 6 أكتوبر 2020. تبلغ درجة حرارة الكوكب T = 1250 ± 50 K ، والكتلة الديناميكية M = 8.89 ± 0.75 كتلة المستري (أي نحو 9 مرات متلة المشتري) ، وعمره 18.5 ± 2.5 مليون سنة . تبلغ مدته المدارية حوالي 1,200 أيام (3.3 سنة) ومحور شبه رئيسي يبلغ 2.7 وحدة فلكية ، أي حوالي 3.5 مرة أقرب إلى نجمه الأصلي من بيتا بيكتوريس ب. مدار بيتا آلة المصور c غريب الأطوار إلى حد ما ، مع انحراف مركزي 0.24.
يقدم هذا الكوكب بيانات تتعارض مع النماذج الحالية اعتبارًا من عام 2020 لتشكيل الكواكب . '''بيتا آلة المصور سي ''' β Pic c في عمر حيث متوقع حدوث تكوينات كوكبية حوله من خلال عدم استقرار القرص. ومع ذلك ، فإن الكوكب يدور على مسافة 2.7 وحدة فلكية AU ، والتي تقول التنبؤات أنها قريبة جدًا من حدوث عدم استقرار في القرص. يشير القدر الظاهري المنخفض ، MK = 14.3 ± 0.1 ، إلى أنه تشكل عبر تراكم القلب.

## تيار الغبار
في عام 2000 ، كشفت الملاحظات التي تم إجراؤها باستخدام منشأة Advanced Meteor Orbit Radar في نيوزيلندا عن وجود تيار من الجسيمات القادمة من اتجاه بيتا آلة المصور، والتي قد تكون مصدرًا مهيمنًا للنيازك بين النجوم في النظام الشمسي. الجسيمات في تيار غبار بيتا بيكتوريس كبيرة نسبيًا ، حيث يتجاوز نصف قطرها 20 ميكرومترًا ، وتشير سرعاتها إلى أنه لا بد أنها تركت نظام بيتا بيكتوريس عند 25 تقريبًا كم / ثانية. قد تكون هذه الجسيمات قد تم إخراجها من قرص حطام بيتا آلة المصور نتيجة هجرة الكواكب الغازية العملاقة داخل القرص وقد تكون إشارة إلى أن نظام بيتا آلة المصور يشكل سحابة أورت . تشير النمذجة العددية لطرد الغبار إلى أن ضغط الإشعاع قد يكون مسؤولاً أيضًا ، وتشير إلى أن الكواكب التي تزيد عن 1 وحدة فلكية من النجم لا يمكن أن تتسبب مباشرة في تدفق الغبار.

## أنظر أيضا
- 51 أوفيوتشي

## ملحوظات
1. ↑  For artist's impression of Beta Pictoris b, see:
2. ↑  For artist's impression of Beta Pictoris, see:
3. The physical diameter can be found by multiplying the distance by the angular diameter in راديانs.
4. The visual luminosity can be calculated by: {\displaystyle \scriptstyle {\frac {L_{V_{\ast }}}{L_{V_{\odot }}}}=10^{0.4(M_{V_{\odot }}-M_{V_{\ast }})}}
5. Calculated from [M/H]: relative abundance = 10[M/H]
6. The parallax can be converted into distance using the equation: {\displaystyle \scriptstyle \mathrm {Distance\ in\ parsecs} ={\frac {1}{\mathrm {parallax\ in\ arcseconds} }}}. See the article on propagation of uncertainty for information on how errors on derived values can be calculated.
7. The فترة التناوب can be calculated using the equations of حركة دائرية:

{\displaystyle \scriptstyle P_{\mathrm {rot} }={\frac {2\pi r}{v_{\mathrm {rot} }}}}
8. From قانون فين للإزاحة and a temperature of 8052 K the peak wavelength emission from Beta Pictoris would be around 360 نانومترs which is in the الأشعة فوق البنفسجية region of the spectrum.

## روابط خارجية
- موقع التعلم على القرص الدائري
- بيتا بيكتوريس
- صفحة الدكتور ديفيد جيويت على بيتا بيك
- بيتا بيكتوريس في SolStation.
- ARICNS
- دخول SEDS
- ملاحظات للنجم بيتا بيكتوريس

قالب:Stars of Pictor
1. ↑  Olsen, Rolf. The Circumstellar Disc around Beta Pictoris, 2011-12-03. نسخة محفوظة 2022-12-20 على موقع واي باك مشين.